# Фонд русского абстрактного искусства
Фонд русского абстрактного искусства — некоммерческая организация, созданная с целью содействия культурным, просветительским и общественным инициативам. Основной своей задачей фонд ставит формирование правильного научного и исторического понимания русского абстрактного искусства в общемировом контексте

## Коллекция фонда
Коллекция фонда основывается на собрании работ художников, составлявших ядро студии «Новая реальность», таких как Элий Белютин, Владислав Зубарев, Люциан Грибков, Вера Преображенская, Тамара Тер-Гевондян, Светлана Некрасова, Елена Радкевич, Александр Крюков. Студия «Новая реальность» — объединение художников-абстракционистов, сложившееся на рубеже 50-х — 60-х гг. и просуществовавшее вплоть до смерти в 2012 году его руководителя и идейного вдохновителя, Элия Белютина. Своей задачей художники ставили восстановление и органичное развитие принципов русского авангардного и абстрактного искусства 1920-х годов, которое было подавлено жесткой репрессивной культурной политикой у себя на родине, получив широкое распространение за рубежом. Василий Кандинский, Эль Лисицкий, Казимир Малевич, Аристарх Лентулов — классики мирового авангарда, преемниками которых считают себя художники «Новой реальности», не только с позиций изобразительной традиции, но и идейно-теоретически. Коллекция Фонда включает в себя свыше 500 живописных и графических работ художников Студии и обширный архивный материал, позволяющий восстановить историю развития художественного течения.

## Миссия фонда
Деятельность фонда, помимо сотрудничества с уже зарекомендовавшими себя мастерами, предполагает и поиск юных талантов, новых творческих форм.
Другое направление деятельности связано с популяризацией и интеграцией в образовательный процесс теории Элия Белютина, руководителя студии «Новая реальность», которая применялась им на занятиях с учениками его школы на протяжении многих лет, и теории «темпорального искусства» его ученика Владислава Зубарева.
Указанная теория исходит из того, что наиболее яркой формой проявления творческого мышления является изобразительное искусство. С искусством, по мнению авторов концепции, хоть раз в жизни вступает в «контакт» каждый, в результате этого взаимодействия у человека высвобождается скрытый потенциал творческой энергии и развивается способность мыслить образно, нестандартно. По утверждению авторов теории именно авангардное искусство, а не реалистическая живопись способствует освобождению человеческого разума, помогает взглянуть в суть проблемы и найти необычное решение, абстрагировавшись от внешних форм.
Владислав Зубарев, ученик Элия Белютина, разрабатывает детальную теоретическую программу «темпорального искусства» (то есть занимающегося выражением категорий времени в живописи) и практическую методику. В своей книге «Темпоральное искусство» Владислав Зубарев поэтапно описывает процесс овладения этим изобразительным стилем и приводит конкретные упражнения, используемые им на занятиях с учениками его студии. Эти же авторские упражнения используются и на мастер-классах, проводимых Фондом русского абстрактного искусства.
Программа была изначально разработана для учащихся технических вузов, для будущих молодых инженеров, управленцев, предпринимателей, однако в ходе применения доказала свою универсальность. На базе МИСиС была проведена серия мастер-классов по методике Элия Белютина..